# Tetragnatha parvula
Tetragnatha parvula är en spindelart som beskrevs av Tord Tamerlan Teodor Thorell 1891. Tetragnatha parvula ingår i släktet sträckkäkspindlar, och familjen käkspindlar.
Artens utbredningsområde är Nicobarerna. Inga underarter finns listade i Catalogue of Life.